# Генріх Мюллер (анатом)
Генріх Мюллер (нім. Heinrich Müller, 17 грудня 1820, Кастель, Баварське королівство — 10 травня 1864, Вюрцбург, Баварія) — німецький анатом, професор Вюрцбурзького університету. Працював в області нормальної й порівняльної анатомії та мікроскопічної анатомії ока.

## Біографія
Навчався в університетах Мюнхена, Фрейбурга, Гейдельберга, Вюрцбурга і Відня. Серед його викладачів були Ігнац Делінгер, Фрідріх Арнольд, Фрідріх Генле, Карл фон Рокітанські. У 1848 році став приват-доцентом у Вюрцбурзі. Спочатку займався патологічною анатомією, з 1848 року присвятив свої дослідження нормальній і порівняльній анатомії. 1852 року став екстраординарним професором, у 1858 році ординарним професором топографічної і порівняльної анатомії. Став доволі відомим завдяки дослідженням мікроскопічної анатомії ока і зокрема сітківки.
В його лабораторії у Вюрцбурзі робив досліди О. Іванов.

## Твори
- Untersuchungen über den Bau der Retina des Menschen" (Лейпціг, 1856),
- Heinrich Müller's gesammelte und hinterlassene Schriften z. Anatomie und Physiologie des Auges" (Лейпціг, 1872).

## Речі, названі ім'ям Мюллера
Іменем Мюллера названо кілька епонімів. Серед них — клітини Мюллера.

## Виноски
1. 1 2 3  Deutsche Nationalbibliothek Record #117588725 // Gemeinsame Normdatei — 2012—2016.
2. 1 2  Who Named It?
3. 1 2  Чеська національна авторитетна база даних